# Active Server Pages
Active Server Pages (ASP, укр. активні серверні сторінки) — це технологія від компанії Microsoft, що дозволяє динамічно формувати автоматично оновлювані вебсторінки з боку вебсервера. Технологія подається у формі додатку до вебсервера Internet Information Services (IIS).
Більшість сторінок, що створені за допомогою даної технології, написані мовою VBScript, але вебмайстер вільний використовувати будь-яку мову, за умови, що для неї існує та встановлений відповідний Active Scripting механізм. JScript, що є реалізацією ECMAScript від компанії Microsoft, — це зазвичай друга мова, котру використовують разом із технологією ASP. Існують також досить багато інших мов програмування, що постачаються сторонніми компаніями.
Технології InstantASP та ChiliASP дозволяють використовувати технологію ASP без операційної системи Microsoft Windows. Існують вельми багато спілок відкритого програмного коду, що створюють ASP скрипти, компоненти та програми, котрі можуть бути використані безкоштовно за умови дотримання певних ліцензійних угод.

## Синтаксис
Сторінка на ASP є звичайною сторінкою HTML, зі вставками, позначеними обмежувачами <% та %>:
```
<%
   Response.write "Hello World!"
%>
```

Те, що знаходиться всередині обмежувачів — текст програми, що інтерпретується при запиті сторінки. VBScript є мовою за замовчуванням, хоча можливе використання й JScript (чи будь-якої іншої мови, якщо встановлено відповідний інтерпретатор):
```
<% @ Language = "JScript" %><%
  Response.Write("Hello World!");
%>
```

## Версії
Технологія ASP упродовж свого існування пройшла через шість значних оновлень:
1. ASP 1.0 (постачалася разом з IIS 3.0) у грудні 1996 року
2. ASP 2.0 (постачалася разом з IIS 4.0) у вересні 1997 року
3. ASP 3.0 (постачалася разом з IIS 5.0) у листопаді 2000 року
4. ASP.NET 1.0 (постачалася у складі Microsoft .NET Framework 1.0) у січні 2002 року
5. ASP.NET 1.1 (постачалася у складі Microsoft .NET Framework 1.1) у квітні 2003 року
6. ASP.NET 2.0 (постачалася у складі Microsoft .NET Framework 2.0) 7 листопада 2005 року

Початкова назва технології ASP.NET була «ASP+» або «ASP PLUS». Microsoft .NET Framework 3.0 також має у своєму складі ASP.NET 2.0.